# Гамбийская социалистическая революционная партия
Гамбийская социалистическая революционная партия (англ. Gambia Socialist Revolutionary Party), также Гамбийская подпольная социалистическая революционная рабочая партия (англ. Gambia Underground Socialist Revolutionary Workers Party) — гамбийская ультралевая прокоммунистическая организация начала 1980-х. Основана в 1980 предпринимателем Джибрилем Джорджем. Выступала за свержение президента Джавары. Была запрещена, действовала в подполье, соответственно изменила название. Быстро эволюционировала от африканского социализма к марксизму-ленинизму. Являлась главной силой попытки переворота Кукои Самба Саньянга летом 1981. После подавления прекратила существование.

## Предыстория и создание
Социальную базу гамбийской леворадикальной оппозиции традиционно создавала молодёжь из учащихся и городской бедноты. Бюрократизм, коррупция, отсутствие социальных лифтов побуждали к революционной радикализации. В Банжуле, Серекунде, городах Западного округа много лет действовали организации (преимущественно мусульманские), ориентированные на образы и идеи Кваме Нкрумы, Ахмеда Секу Туре, Франца Фанона, Стива Бико, Муаммара Каддафи, движения Чёрные пантеры. Ещё в начале 1970-х отмечались протесты молодёжных активистов против попыток правящей Народно-прогрессивной партии президента Дауды Джавары установить контроль над молодёжным движением. Радикальные молодёжные группы были политически активны, но оставались изолированы в консервативной массе населения.
На рубеже 1970—1980-х в прежде стабильной Гамбии усугубились социально-экономические трудности и обострилась политическая ситуация. Оппозиционные политические формации — левоцентристская Партия национального конвента (лидер — бывший вице-президент Гамбии Шериф Мустафа Дибба), левая Партия национального освобождения (лидер — адвокат Усман Сека) — не смогли составить политической конкуренции Народно-прогрессивной партии. Молодые леворадикалы стали переходить к внеправовому прямому действию. Организационные формы складывались в политизированных молодёжных и подростковых группировках, типа банжульских Black Scorpions и в гамбийском отделении марксистско-панафриканистского Движения за справедливость в Африке (MOJA-G). Во главе MOJA-G стоял популярный в бедных кварталах спортсмен Тиджан Коро Саллах. Организация нелегально распространяла газету Voice of the Future.
Гамбийская социалистическая революционная партия (GSRP) была учреждена в начале 1980. Идеология партии первоначально базировалась на радикальной версии африканского социализма и панафриканизма, но изначально отмечался марксистско-коммунистический уклон. Примерами виделись правящие партии близлежащих государств — ДПГ Гвинеи и ПАИГК Гвинеи-Бисау. Первоочередной задачей ставилось отстранение от власти президента Джавары.

## Идеология и кадры
Основал GSRP предприниматель Джибриль Джордж (был известен как Пенгу Джордж или Доктор Джордж). Неблагоприятная экономическая конъюнктура, неудачи в бизнесе, конфликт с полицией привели Джорджа к разочарованию в капитализме. Финансировал GSRP крупный по гамбийским меркам бизнесмен Алиу Ках, недовольный экономической политикой правительства Джавары. Партийные кадры рекрутировались из учащихся педагогического колледжа, молодых школьных учителей и низших госслужащих, водителей такси, рыбаков, сторожей, подсобников, люмпенов. Члены GSRP, MOJA-G, Black Scorpions устраивали уличные беспорядки, поджоги, драки с лоялистами и полицией, расписывали стены оскорбительными для властей лозунгами.
Симпатии к леворадикалам распространились и среди гамбийских военных. 27 октября 1980 солдат Полевых сил Мустафа Дансо, связанный с MOJA-G, застрелил заместителя командующего Эку Махони. Через день президент Джавара обвинил Ливийскую джамахирию в поддержке гамбийских экстремистов и объявил о разрыве дипломатических отношений. Через неделю были запрещены GSRP и MOJA — как экстремистская ливийская агентура. Однако партия сумела перейти на нелегальное положение и приняла название Гамбийская подпольная социалистическая революционная рабочая партия (GUSRWP).
Вскоре после этого в партию вступил Кукои Самба Саньянг — бывший активист левоцентристской Партии национального конвента, после поражения на выборах разочарованный в демократии и перешедший на каддафистские и коммунистические позиции. Саньянг выдвинулся на первую роль в партии. Под его влиянием GUSRWP сдвинулась к жёстким формам коммунистической доктрины: «установление диктатуры пролетариата, руководящая роль марксистско-ленинской партии». Акцентировалась враждебность к неоколониализму, расизму и фашизму — эти характеристики приписывались любым политическим противникам, включая правительство Джавары.
Вокруг Саньянга сгруппировалось устойчивое кадровое ядро, определявшее партийный курс. Это были двенадцать человек — все представители народности диола, родом из Западного округа, молодого возраста, в большинстве своём малограмотные, обычно водители такси или бывшие военнослужащие. Современники и исследователи отмечали, что на фоне MOJA-G партия Джорджа и Саньянга — с её специфическими руководящими кадрами, догматичной идеологией и риторикой, необоснованными властными амбициями — представлялась «несколько нелепой». Характерно, что Гамбийский союз труда — единственная в стране марксистская рабочая организация — дистанцировался от GSRP.

## Мятеж и ликвидация
30 июля 1981 GUSRWP под руководством Саньянга при поддержке части военных предприняла попытку государственного переворота. Было сформировано новое правительство — Национальный революционный совет (NRC) под председательством Саньянга. В состав NRC вошли члены его группы — таксисты и бывшие военные — сыгравшие основную роль в захвате оружия на складе Полевых сил. Заявления NRC выдерживались в революционном пафосе и марксистско-ленинской догматике. Происхождение этих текстов вызывало сомнения: кадры GSRP не отличались литературно-публицистическим потенциалом. Впоследствии на суде авторство приписывалось Усману Секе.
Произошли вооружённые столкновения между мятежниками и лоялистами, пролилась кровь, были взяты в заложники члены семьи и близкие сподвижники Джавары. Мятежники освободили заключённых и вооружили сотни уголовников. В Банжуле начались погромы, повальные грабежи и убийства.
Президент Джавара обратился за помощью к Сенегалу. Уже 1 августа сенегальские войска в целом подавили мятеж (разрозненные столкновения продолжались ещё неделю). В ходе мятежа и подавления погибли сотни людей. Джибриль Джордж был убит в результате внутрипартийного конфликта. Кукои Самба Саньянг бежал в эмиграцию. Несколько десятков активистов были отданы под суд, некоторые приговорены к смертной казни с заменой на длительное тюремное заключение. Деятельность GSRP/GUSRWP прекратилась.